# Horrenbach-Buchen
Horrenbach-Buchen (toponimo tedesco) è un comune svizzero di 226 abitanti del Canton Berna, nella regione dell'Oberland (circondario di Thun).

## Monumenti e luoghi d'interesse
- Chiesa riformata in località Buchen, eretta nel 1928[1].

## Società

### Evoluzione demografica
L'evoluzione demografica è riportata nella seguente tabella:
Abitanti censiti

## Economia
Horrenbach-Buchen è una stazione sciistica attrezzata per lo sci alpino.

## Amministrazione
Ogni famiglia originaria del luogo fa parte del comune patriziale che ha la responsabilità della manutenzione di ogni bene ricadente all'interno dei confini del comune.